# Râul Valea Cărbunii
Râul Valea Cărbunii este un curs de apă, afluent al râului Homorod.  

## Hărți
- Harta județul Brașov
- Harta munții Perșani  Arhivat în 13 iunie 2008, la Wayback Machine.